# Vasurna
Vasurna fou un estat tributari protegit del districte de Khandesh, a la presidència de Bombai, en el grup anomenat Estats Dangs. Tenia una superfície de 518 km², i una població de 4.519 habitants, amb uns ingressos estimats de 230 lliures. Limitava al nord amb les muntanyes Supa, a l'est amb Malegaon i Chipghat, al sud amb Devdungar a Surgana, i a l'oest amb Chinch i Ambapara. El sobirà vers el 1880 era Yashvantrav Lakshman, un bhil d'uns 22 anys amb residència a Bardhund. La successió seguia el principi de primogenitura.